# Талламор
Талламор (англ. Tullamore; ірл. Tulach Mhór) — місто в Ірландії та адміністративний центр графства Оффалі. Найбільше місто графства за населенням, 30-е за населенням місто країни.

## Назва
Назва походить від ірландського «Tulach Mhór» — великий курган.

## Історія
Місто було засноване ще до завоювання Ірландії норманами.
10 травня 1785 року понад 130 будинків згоріло через аварію повітряної кулі.
1798 року через місто було прокладено Гранд-канал, що сполучив місто із Дубліном. 1835 року місто стало центром графства (доти центром було місто Денган). 1854 року у місті відкрито залізничну станцію.
З 1829 по 1950-ті роки у місті випускалася відома марка віскі «Tullamore Dew».

## Визначні місця
- Замок Шарлевіль
- Гранд-канал
- Торговий дім (1789)

## Видатні особи
- Браян Ковен